# Mészáros Dániel (úszó, 2003)
Mészáros Dániel (Cegléd, 2003. január 9. –) Európa-bajnoki ezüstérmes, junior Európa-bajnoki bronzérmes, többszörös felnőtt magyar bajnok.

## Pályafutása

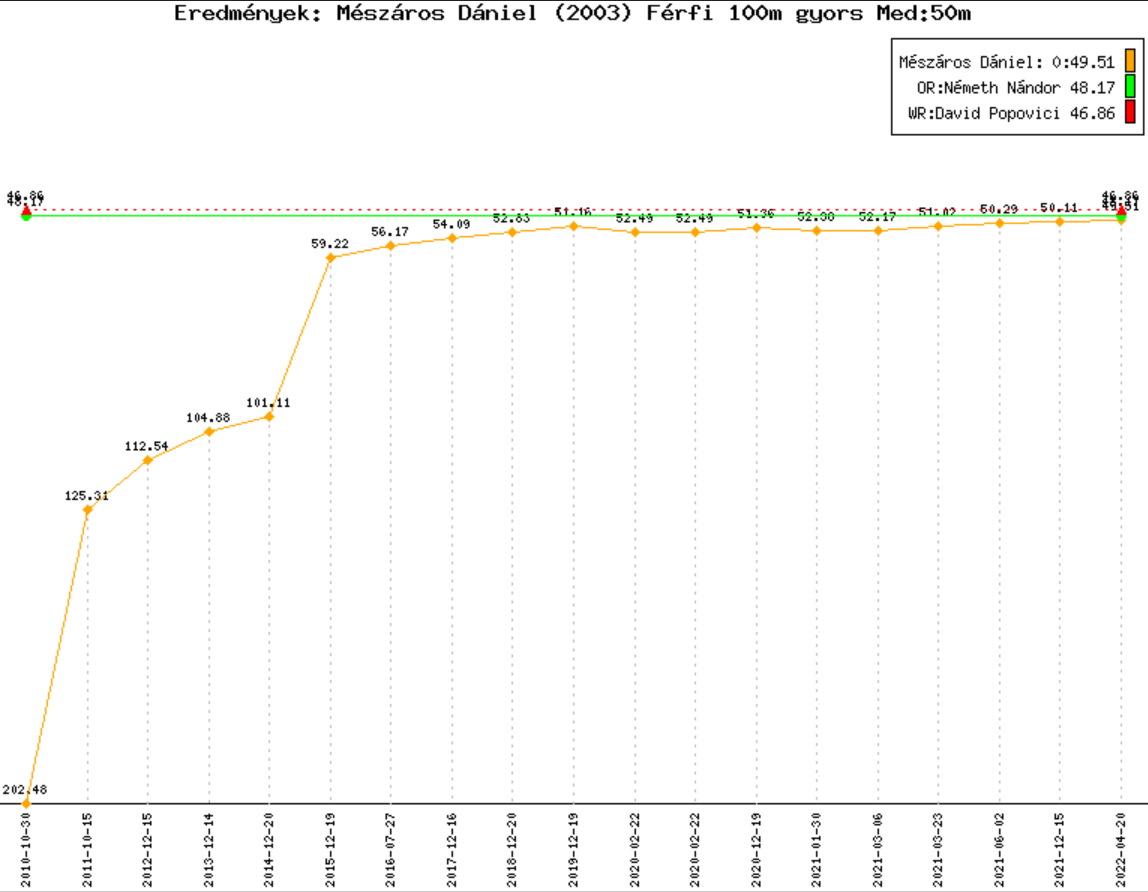
Dániel idejei az évek során

Gyermekkora óta korosztálya kiválóságai közé tartozik, sokszoros korosztályos országos bajnok, folyamatos fejlődése miatt pedig ezt a szintet tartani is tudta. Mostanra már a felnőtt mezőnyben is megállja a helyét fiatal kora ellenére.
Első felnőtt világversenyére 2022-ben került sor, Rómában, az úszó-Európa-bajnokságon, ahol a Németh Nándor, Szabó Szebasztián, Milák Kristóf összeállítású váltóval – az olasz együttes mögött – ezüstérmet szerzett 4 × 100 gyorson. Ugyanitt, 100 m gyorson a 35. helyen zárt.
A 2023-as úszó-világbajnokságon 4 x 100 gyorsvátó tagjaként a 11. helyen végzett.
Egy évvel később a 2024-es úszó-világbajnokságon szintén a 4 x 100 gyorsvátó tagjanként az 5. helyen végzett. 
2025‑ös U23-as Európa-bajnokságon a zárónapon a 4×100 m vegyes gyorsváltó tagjaként aranyérmet szereztek Bóna Benedek, Ábrahám Minna és Pádár Nikolett társaságában; a magyar kvartett a döntőben 3:27.13-as idővel nyert. 
A váltóban Mészáros nyitóúszóként állt rajthoz, és második helyen adta át a stafétát, amely döntően megalapozta a végső diadalt 